# Белмонт (Калифорнија)
Белмонт (енгл. Belmont) град је у америчкој савезној држави Калифорнија. По попису становништва из 2010. у њему је живело 25.835 становника.

## Демографија
Према попису становништва из 2010. у граду је живело 25.835 становника, што је 712 (2,8%) становника више него 2000. године.
| Група             | 2000.          | 2010.          |
| Белци             | 17.696 (70,4%) | 15.831 (61,3%) |
| Афроамериканци    | 422 (1,7%)     | 423 (1,6%)     |
| Азијати           | 3.878 (15,4%)  | 5.151 (19,9%)  |
| Хиспаноамериканци | 2.090 (8,3%)   | 2.977 (11,5%)  |
| Укупно            | 25.123         | 25.835         |